# Nemoura ovocercia
Nemoura ovocercia is een steenvlieg uit de familie beeksteenvliegen (Nemouridae). De wetenschappelijke naam van de soort is voor het eerst geldig gepubliceerd in 1960 door Kawai.